# Prezidentské volby v Gabonu v roce 1998

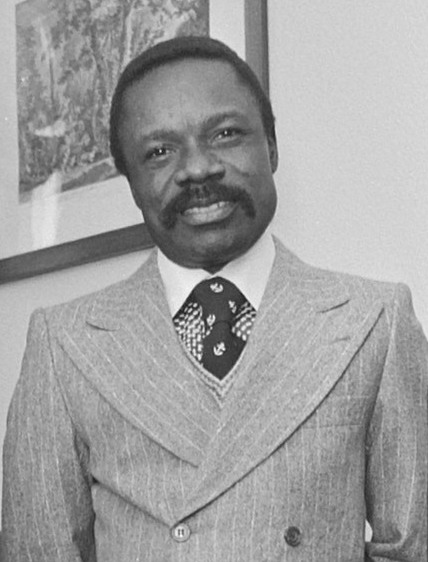
Vítězný kandidát Omar Bongo (1973)

Prezidentské volby v Gabonu se konaly dne 6. prosince 1998. Úřadující prezident Omar Bongo, který tuto funkci zastával již od roku 1967, získal podle oficiálních výsledků voleb v prvním kole 66,88 % hlasů a obhájil tak svůj mandát již v prvním kole voleb.

## Volební kampaň
Na konci července 1998 vyzvala vládnoucí Gabonská demokratická strana (PDG) Omara Bonga, aby znovu kandidoval v nadcházejících prezidentských volbách. Ve stejné době se opoziční strana Národní shromáždění dřevorubců (RNB) rozdělilo na dvě frakce. Jednu vedl Paul Mba Abessole. Druhou vedl po svém vyloučení z původní strany Pierre-André Kombila.
Pierre Mamboundou z Gabonské lidové unie (UPG) byl kandidátem koalice opozičních stran, Vysoké rady odboje, jejímiž členy byly mj. Africké fórum pro obnovu, skupina Mebiame a Hnutí za národní obnovu. Tohoto kandidáta podpořila i Gabonská pokroková strana (PGP).

## Volební výsledky
Podle konečných výsledků Ústavního soudu zvítězil ve volbách Omar Bongo se ziskem 66,88 % hlasů. Mamboundou se oficiálně umístil na druhém místě se ziskem 16,50 % hlasů. Mamboundou oficiální výsledky nepřijal a vyjádřil se o nich jako o „volebním převratu“ a vyzval lidi, aby zahájily „protest“ tím, že zůstanou doma a vytvoří tak „města duchů“. Po volbách Mamboundou také tvrdil, že komando vyslané vládou se jej pokusilo 12. prosince 1998 zabít. Zatímco jeho výzva, aby lidé zůstali doma, byla v Libreville většinou ignorována, Port-Gentil byl „paralyzován“.
| Kandidát                        | Politická strana                           | První kolo | První kolo |
| Kandidát                        | Politická strana                           | Hlasy      | %          |
| ------------------------------- | ------------------------------------------ | ---------- | ---------- |
| Omar Bongo                      | Gabonská demokratická strana               | 211 955    | 66,88 %    |
| Pierre Mamboundou               | Gabonská lidová unie                       | 52 278     | 16,50 %    |
| Paul Mba Abessole               | Národní shromáždění dřevorubců             | 41 701     | 13,16 %    |
| Pierre-André Kombila            | Národní shromáždění dřevorubců – demokraté | 4 847      | 1,53 %     |
| Pierre Claver Maganga Moussavou | Sociálně demokratická strana               | 3 152      | 0,99 %     |
| Martin Edzodzomo-Ela            | nezávislý                                  | 1 548      | 0,49 %     |
| Alain Engouang Nze              | Národní konfederace sdružení dřevorubců    | 892        | 0,28 %     |
| Joseph Adrien Mabicka Maguena   | nezávislý                                  | 527        | 0,17 %     |
| Celkem                          | Celkem                                     | 316 900    | 100 %      |